# Ivan Franěk
Ivan Franěk, né le 17 juin 1964 à Pilsen (Tchécoslovaquie), est un acteur tchécoslovaque puis franco-tchèque de cinéma et de télévision.

## Biographie
Ivan Franek est né à Pilsen en Tchécoslovaquie, mais s'est installé en France en 1989. Il a commencé sa carrière dans le cinéma français, travaillant souvent en Italie pour le petit et le grand écran. Ce n'est qu'occasionnellement qu'il est retourné dans son pays pour participer à des films tchèques tels que Tajnosti (cs) (2007). Il est surtout connu pour le rôle de Tobias dans Je brûle dans le vent de Silvio Soldini.

## Filmographie
- 1997 : Si je t'oublie Sarajevo d'Arnaud Sélignac : Dragan
- 1998 : Disparus de Gilles Bourdos : Jan
- 2000 : Deux femmes à Paris de Caroline Huppert :
- 2001 : Chaos de Coline Serreau : Touki
- 2001 : Absolitude de Hiner Saleem : Tital
- 2002 : Je brûle dans le vent (Brucio nel vento) de Silvio Soldini
- 2002 : La Guerre à Paris de Yolande Zauberman : Léon
- 2003 : Les Marins perdus de Claire Devers : Le Marocain
- 2003 : Vodka Lemon de Hiner Saleem : Dilovan
- 2004 : 36 quai des Orfèvres d'Olivier Marchal : Bruno Winterstein
- 2005 : Sulla mia pelle (it) de Valerio Jalongo (it)
- 2005 : Provincia meccanica de Stefano Mordini
- 2005 : Il silenzio dell'allodola (it) de David Ballerini
- 2005 : Les Chevaliers du ciel de Gérard Pirès
- 2006 : L'Entente cordiale de Vincent de Brus
- 2006 : Le Pressentiment de Jean-Pierre Darroussin
- 2007 : Notturno bus (it) de Davide Marengo
- 2007 : Tajnosti (cs) d'Alice Nellis (cs)
- 2007 : Una piccola storia (it) de Stefano Chiantini
- 2008 : L'amore non basta (it) de Stefano Chiantini
- 2008 : Ton prochain (Il prossimo tuo) de Anne Riitta Ciccone
- 2008 : Pour elle de Fred Cavayé
- 2009 : L'Armée du crime de Robert Guédiguian
- 2009 : T.M.A. de Juraj Herz
- 2010 : In carne e ossa de Christian Angeli
- 2010 : Due vite per caso (it) d'Alessandro Aronadio (it)
- 2010 : Frères d'Italie (Noi credevamo) de Mario Martone
- 2011 : Isole de Stefano Chiantini
- 2012 : Tulpa - Perdizioni mortali de Federico Zampaglione (it)
- 2013 : Ritual - Una storia psicomagica (it) de Giulia Brazzale et Luca Immesi (it)
- 2013 : La grande bellezza de Paolo Sorrentino
- 2013 : La Marque des anges de Sylvain White
- 2013 : Colette de Milan Cieslar
- 2013 : Se chiudo gli occhi non sono più qui (it) de Vittorio Moroni
- 2014 : Noi quattro de Francesco Bruni
- 2014 : La buca de Daniele Ciprì
- 2014 : Bolgia totale (it) de Matteo Scifoni
- 2015 : Cloro de Lamberto Sanfelice
- 2015 : Fuori dal coro (it) de Sergio Misuraca
- 2015 : Sangue del mio sangue de Marco Bellocchio
- 2016 : La leggenda di Bob Wind (it) de Dario Baldi
- 2016 : Orecchie (it) d'Alessandro Aronadio
- 2017 : Le Jeune Karl Marx de Raoul Peck
- 2017 : Il permesso - 48 ore fuori (it) de Claudio Amendola
- 2017 : Guarda in alto (it) de Fulvio Risuleo (it)
- 2017 : Agadah (it) d'Alberto Rondalli
- 2017 : Riccardo va all'inferno de Roberta Torre
- 2018 : Le Garçon invisible : Deuxième génération (Il ragazzo invisibile - Seconda generazione) de Gabriele Salvatores
- 2018 : I nostri passi diversi d'Alberto Bennati
- 2019 : La banda dei tre (it) de Francesco Dominedò (it)
- 2019 : Anna de Luc Besson
- 2020 : White Flowers de Marco De Angelis et Antonio Di Trapani
- 2021 : OSS 117 : Alerte rouge en Afrique noire de Nicolas Bedos
- 2023 : Les Trois Mousquetaires : D'Artagnan de Martin Bourboulon
- 2023 : Les Trois Mousquetaires : Milady de Martin Bourboulon
- 2023 : Dvě slova jako klíč de Dan Svátek (cs)
- 2025 : Dracula de Luc Besson